# Station Vivonne
Station Vivonne is een spoorweghalte in de Franse gemeente Vivonne. Zij wordt bediend door treinen van het netwerk TER Nouvelle-Aquitaine op het traject Poitiers - Angoulême.